# 大地の貴族
『大地の貴族』（だいちのきぞく）は、川原泉による日本の漫画作品。「花とゆめ」（白泉社）にて連載されていた。サブタイトルは、「9月はなごんでる」。

## ストーリー
架空の北海道が舞台。クララ牧場を営む倉沢智彦は毎日実直に仕事に勤しんでいる。クララ牧場の隣の丘に別荘を持つ鷹司家の令嬢、郁子は智彦青年に好意を抱いていた。しかし智彦はその気持ちに気づかず、また郁子も積極的には行動できないでいた。
ある日、郁子の幼馴染である緋川信之が現れ彼女を我が物にしようとするが、智彦の存在が邪魔になり彼とクララ牧場の身辺調査をする。その結果、智彦が元ホストであることを突き止めるのだった。緋川はその事実を知ったことを智彦にほのめかし、郁子から身を引くことを要求する。言われた通り、いったんは身を引いた智彦だったが、バース（牛）とフォンタナ・ゴールド（馬）に叱咤され、白馬ならぬ「白牛に乗った王子さま」として郁子を迎えに行くのだった。

## 登場人物
倉沢智彦（くらさわ ともひこ）
クララ牧場を一人で経営する28歳の好青年。毎日早朝から起き出し家畜の世話・乳絞り・掃除・干草作りや畑作りに酪農品の販売と実に忙しい日々を送っている。大学2年の時に実家の倉沢牧場の経営が悪化、人手に渡り両親も他界。学費を捻出するためにホストクラブで働いていた過去がある。当時の源氏名は、「リオ」。超一流のホストとして上流階級婦人たちの間でも伝説となっていた。
鷹司郁子（たかつかさ いくこ）
世が世なら伯爵家だか子爵家だかの令嬢。クララ牧場の隣の丘に別荘を持っており、毎年両親と訪れている。ややトロそうに見えるが無意識のうちに10分で野菜サラダとオムレツを作り上げる手際のよさがある。智彦に好意を持っているが言い出せず、彼の挙動に一喜一憂する。聖ミカエル学園短大2年。
緋川信之（ひかわ のぶゆき）
郁子の幼馴染。イギリスから帰国したばかりでケンブリッジ大学を鼻にかけている。眉が中央でつながっているため郁子からは「かもめ眉」と呼ばれる。家柄・財産・社会的地位が揃っており性格的にもおとなしい郁子と結婚し人生を楽に過ごそうと画策しているが、智彦の存在が邪魔だったため彼の身辺調査をし郁子から引き離そうとする。
バース
クララ牧場の牛。体にまだら模様の無い真っ白な牛だが性格は少し捻くれている。擬人化時はヒゲを蓄えた中年の男性の姿で書かれる。やたら器用な牛で、首枷を外して勝手に出歩き、さらには戻ってきて首枷を元通りにする。フォンタナ・ゴールドを気取り屋と言ってからかう。
フォンタナ・ゴールド
郁子の馬。国産サラブレッド。鬣が巻き毛のようにカールしている。擬人化時は右目を髪で隠した青年の姿で書かれる。バースに対してはやや高圧的な物言いになる一方、郁子に対しては（聞こえてはいないものの）忠実で思いやりのある発言をする。
スター・ハーベスト
信之の馬。イングランド産サラブレッド。額に星のある白馬。飼い主に似て生まれを鼻にかけ、フォンタナ・ゴールドに「偽善馬（ぎぜんしゃ）」と言われる。擬人化時は額に星のある青年の姿で書かれる。
エリザベス
バースの妹牛。クララ牧場で一番のグラマーな美牛（びじん）。信之とスター・ハーベストにいじめられた弟牛のかたきをとるためスター・ハーベストを誘惑し信之ごと泥水に落とす。擬人化時は、フォンタナ・ゴールドから「よかったな兄に似なくて」と言われるほどの、金髪グラマー美女の姿で書かれる。
ばーちゃん
故人。大富豪の未亡人。ホストクラブ「エル・オリエンテ」で智彦に出会い、実の孫以上に優しく接してくれた彼に遺産を残す。
- クララ牧場の家畜の名前について
  - 雄の牛には外国人野球選手、ブタには日本人野球選手、ニワトリには日本人野球監督、雌の牛には外国人女優の名前がつけられている。

## コミックス
花とゆめコミックス
- 「美貌の果実」 1987年2月25日 ISBN 4-592-11578-3
  - 収録 架空の森/愚者の楽園/大地の貴族/美貌の果実

白泉社文庫
- 「美貌の果実」 1995年9月15日 ISBN 4-592-88313-6
  - 収録 愚者の楽園/大地の貴族/美貌の果実/架空の森/森には真理が落ちている/パセリを摘みに